# Francesc de Castellví i de Vic
|  | Aquest article tracta sobre el noble valencià del segle XV. Si cerqueu el militar austracista català del segle XVIII, vegeu «Francesc de Castellví i Obando». |

Francesc de Castellví i de Vic, també conegut com a Francí de Castellví (València, s. XV - 6 de setembre de 1506), baró de Benimuslem i senyor de Mulata, fou un noble poeta, militar i polític valencià del segle XV.
Pertanyent a la família dels Castellví, juntament amb el seu germà Lluís, també poeta, comprà la baronia de Benimuslem el 1440. Cambrer del Ferran II des del 1464 i majordom reial de València des del 1476, va ser jurat de València el 1496 i conseller el 1497. Com a poeta, destaca la seva participació al certamen poètic de València del 1474 amb una composició en català i una en castellà, que forma part de les Obres o trobes davall scrites les quals tracten de la sacratíssima Verge Maria. Va participar en diverses obres del Cancionero general d'Hernando del Castillo com Escacs d'amor.